# Július Kowalski
Július Kowalski, né le 24 février 1912 à Ostrava et mort le 2 juin 2003 à Bratislava, est un chef de chœur, chef d'orchestre et compositeur slovaque.

## Biographie
Július Kowalski étudie la composition avec Rudolf Karel et Alois Hába au Conservatoire de Prague de 1929 à 1933. Il prend des cours de composition avec Josef Suk et de direction d'orchestre avec Václav Talich à l'École normale de Prague de 1933 à 1934. Il se rend ensuite à Vienne et travaille la direction d'orchestre avec Clemens Krauss en 1939. Après la seconde guerre mondiale, il occupe des postes administratifs et directoriaux à Bratislava. En 1971, il devient directeur des concerts du Centre de la musique et des arts. De son apprentissage avec Alois Hába, il compose quelques pièces microtonales, comme la Suite pour violon et alto en sixième de ton (1936) et le Duo pour violon et violoncelle en quarts de ton (1937), mais il compose ensuite dans un style plus ou moins traditionnel.

## Œuvres

### Œuvres scéniques
- Lampionová slávnost (La Célébration de la lanterne chinoise), opéra de chambre (1961, création à Ostrava en 1963).

### Œuvres orchestrales
- Rhapsodie russe (1933-1934) ;
- Fantaisie serbe (1934) ;
- Symphonie no 1 (1954) ;
- Concertino pour violon et orchestre de chambre (1955) ;
- Symphonie no 2 (1957) ;
- Symphonie no 3 (1959) ;
- Impressions (1965) ;
- Concerto pour violoncelle et orchestre à cordes (1970) ;
- Symphonie no 4 (1970) ;
- Concerto pour quatuor à cordes et orchestre (1973-1974, création à Bratislava le 14 novembre 1974) ;
- Symphonie no 5 (1974) ;
- Symphonietta concertante pour quintette à vent et orchestre (1976, création à Bratislava le 7 février 1977) ;
- Symphonie no 6  (1980) ;
- Symphonie no 7 dite « Peace » (1981) ;

### Musique de chambre
- Trio avec piano no 1 (1931) ;
- Quatuor à cordes no 1 (1932) ;
- Quatuor à cordes no 2 (1954) ;
- Quatuor à cordes no 3 (1965) ;
- Divertimento, pour flûte, hautbois et basson (1966) ;
- Sonatine pour violon et piano (1966) ;
- Petite Fantaisie pour flûte et piano (1969)
- Grimaces, pour flûte, clarinette, trombone et tuba (1970) ;
- Quatuor à cordes no 4 (1975) ;
- Trio avec piano no 2 (1975) ;
- Quatuor à cordes no 5 (1977) ;
- Quatuor à cordes no 6 (1979).